# Leanan Sídhe
La Leannán Sídhe (lett. 'fata amante'; gaelico scozzese: leannan sìth, manx: lhiannan shee; [lʲan̴̪-an ˈʃiː]) è una figura del folklore irlandese. È raffigurata come una bella donna dell'Aos Sí ("popolo dei tumuli ") che ha un amante umano. Si dice che gli amanti del leannán sídhe vivano vite brevi, sebbene altamente ispirate. Il nome deriva dalle parole gaeliche per innamorato, amante o concubina e dal termine per indicare gli abitanti dei tumuli fatati(fata). Sebbene la leannán sídhe sia spesso raffigurata come una fata femminile, c'è almeno un riferimento a un leannán sídhe maschio che disturba una donna mortale.
Una versione del mito fu resa popolare durante il revival celtico alla fine del XIX secolo. Il leannán sídhe è menzionato da Jane Wilde, scrivendo come "Speranza", nel suo libro del 1887 Ancient Legends, Mystic Charms and Superstitions of Ireland. W.B. Yeats rese popolare la sua versione "recentemente antica" del leannán sídhe, enfatizzando le tendenze quasi vampiri che dello spirito. Come lo immaginava, il leannán sídhe è raffigurato come una bellissima musa che offre ispirazione a un artista in cambio del suo amore e devozione; sebbene la vicenda soprannaturale porti alla follia e alla fine alla morte per l'artista: 
La Leanhaun Shee (fata amante) cerca l'amore dei mortali. Se rifiutano, lei deve essere la loro schiava; se acconsentono, sono suoi, e possono scappare solo trovando un altro che prenda il loro posto. La fata vive della loro vita e loro deperiscono. La morte non è una via di fuga da lei. È la musa gaelica, poiché dà ispirazione a coloro che perseguita. I poeti gaelici muoiono giovani, perché lei è irrequieta e non permetterà che rimangano a lungo sulla terra, questo fantasma maligno.

## Aspetto
Leanan Sidhe hanno una varietà di aspetti, sebbene la maggior parte di questi siano apparentemente umani. Indipendentemente dai vari tipi di pelle, capelli e corpo che Leanan Sidhe attraversa, sono sempre straordinariamente belli. Qualcosa nel loro aspetto stimola le persone all'ispirazione.

## Mito
Come molte fate, le origini di Leanan Sidhe sono nella migliore delle ipotesi misteriose. Tuttavia, i Celti (antenati degli irlandesi) sono tra i primi a notare la loro esistenza sul Piano Mortale.
Gli anni contano per un Leanan Sidhe: a differenza di alcuni dei loro cugini, queste fate invecchiano piuttosto rapidamente e, per rimanere giovani nell'aspetto, Leanan Sidhe deve prosciugare la forza vitale degli altri. Tuttavia, per la natura di molti altri della loro specie, hanno la compulsione a fare un patto equo con gli altri. Per questo motivo Leanan Sidhe appare nei sogni di artisti e musicisti, offrendo in cambio ispirazione per anni dalla vita mortale.
Un Leanan Sidhe può ispirare facilmente qualsiasi mortale a nuovi livelli di creatività. Possono anche prosciugare osmoticamente la vita di un mortale, invecchiandolo lentamente. Questi Sidhe sono naturali camminatori dei sogni, in grado di apparire nei sogni e persino di controllarli. Come quasi tutti i loro simili, possiedono una grande longevità e la capacità di tornare e lasciare l'Altro Mondo, la strana casa delle Fate.

## Nella letteratura e nella cultura pop
Un certo numero di racconti tradizionali irlandesi presentano personaggi che sembrano trarre ispirazione dalla leggenda di Leannán Sídhe. Questi includono "The Fairy Follower" di Katharine Mary Briggs in Folktales of England, la storia " Oisin in the Land of Youth" in Ancient Irish Tales, "The Dream of Angus" in Augusta, Cuchulain of Muirthemne di Lady Gregory.
La vecchia canzone irlandese "My Lagan Love" la usa come metafora dell'amore divorante: "E come una lennan-shee malata d'amore/Lei ha il mio cuore schiavo,/Né la vita che possiedo né la libertà/Perché l'amore è il signore di tutto".
I romanzi fantasy moderni spesso includono personaggi basati sulla mitologia irlandese. Gli esempi includono The Dresden Files, di Jim Butcher, con un personaggio ricorrente chiamato Leanan Sidhe (o Lea in breve) e The Iron Fey Series, di Julie Kagawa. Anche il libro Ink Exchange (aprile 2008), una parte della serie Wicked Lovely, di Melissa Marr.
Protagonista del manga giapponese "Mahoutsukai no Yome (The Ancient Magus Bride)" volume 3, di Kore Yamazaki, un sidhe leannan vive con Joel Garland che Chise incontra nel suo roseto.
È anche presente una Persona col suo nome, raffigurata come una bella donna, nel videogioco di ruolo giapponese Persona 5 Royal.
Il film horror del 2017 MUSE, scritto e diretto da John Burr, la presenta come lo spirito mitico e mortale che diventa musa ispiratrice e amante di un pittore.